# 16-мм кіноплівка

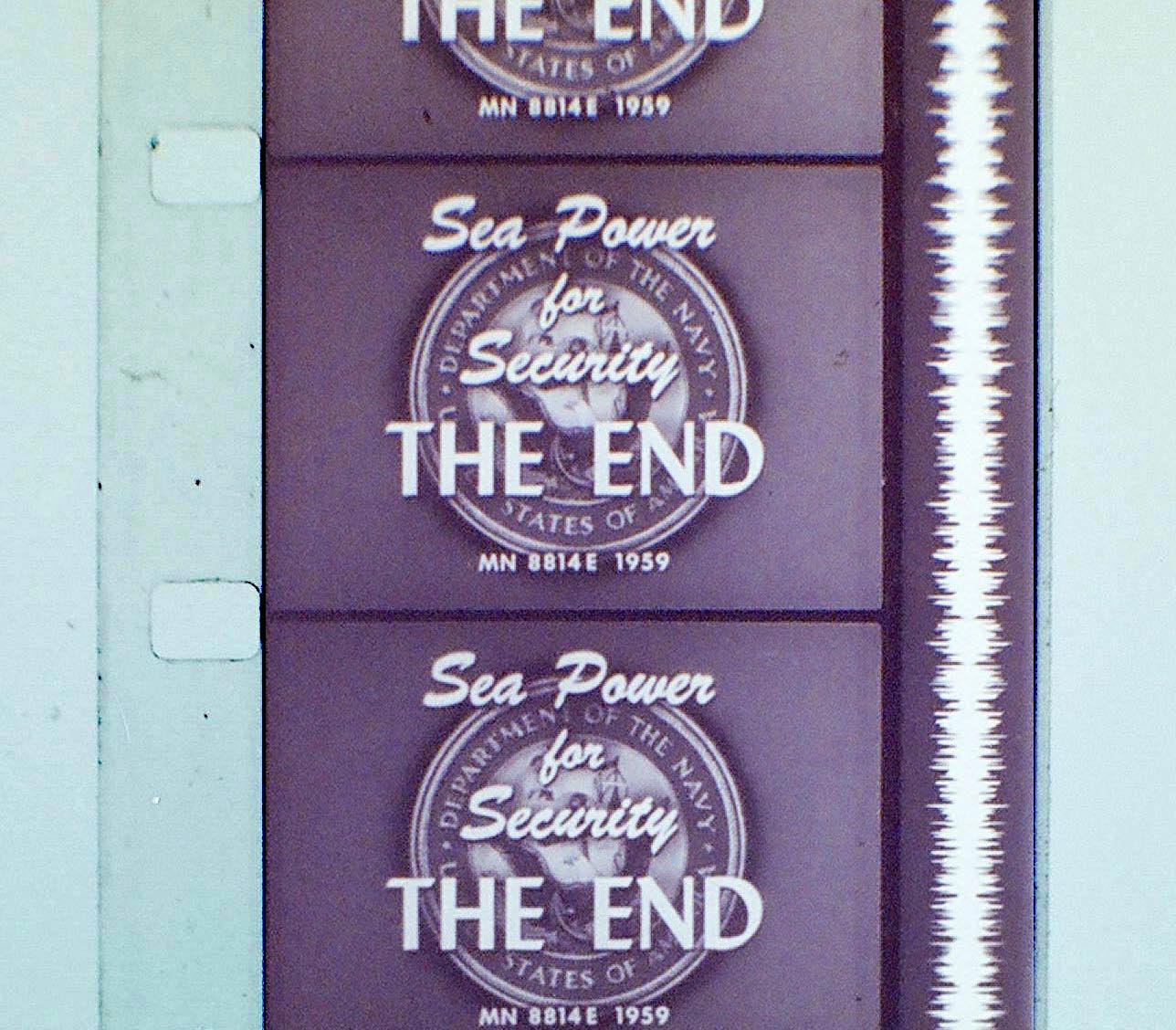
16-мм звуковий фільм, на якому є звукова доріжка змінної ширини на єдиній фотоплівці із кадрами

16-мм плівка — формат плівки. 16-мм — це ширина плівки. Така плівка використовувалася для не театральних (наприклад, промислових, освітніх) фільмів або для малобюджетних кінокартин. Вона також декілька десятиліть використовувался як популярний формат в аматорському і домашньому кіно, разом із плівками 8-мм і Super 8, що існували в той же час.
1923 року компанія «Eastman Kodak» випустила перший 16-мм «набір», що складався з камери, проєктора, штатива, екрана та склеювального апарата за $335. 1932 року компанія «RCA-Victor» представила 16-мм звуковий кінопроєктор і розробила першу 16-мм оптичну камеру із записом звуку на плівку, яка була випущена в 1935.